# Quand la Panthère rose s'emmêle
Pour les articles homonymes, voir La Panthère rose (homonymie).
Série
Le Retour de la Panthère rose
(1975) La Malédiction de la Panthère rose
(1978)
Pour plus de détails, voir Fiche technique et Distribution.
Quand la Panthère rose s'emmêle (The Pink Panther Strikes Again) est un film britannico-américain réalisé par Blake Edwards, sorti en 1976.

## Synopsis
Le commissaire Dreyfus ayant sombré dans la folie à la suite des maladresses de Clouseau, son subordonné (cf. films précédents), il a été interné dans une clinique psychiatrique. Considéré comme guéri, il est sur le point d'être libéré. Malheureusement, une catastrophique visite de Clouseau le fait retomber dans la folie et devenir un dangereux criminel. Dreyfus enlève un savant, inventeur d'un rayon laser destructeur, et menace de s'en servir si Clouseau n'est pas éliminé rapidement. Des agents secrets de tous les pays sont chargés par leurs gouvernements de tuer Clouseau.

## Fiche technique
- Titre français : Quand la Panthère rose s'emmêle
- Titre original : The Pink Panther Strikes Again
- Réalisation : Blake Edwards
- Scénario : Frank Waldman (en) et Blake Edwards
- Décors : Peter Mullins
- Costumes : Tiny Nicholls et Bridget Sellers
- Photographie : Harry Waxman, assisté d'Ernest Day (cadreur)
- Montage : Alan Jones
- Musique : Henry Mancini
  - Chansons :  Until You Love Me interprétée par Michael Robbins (en), Come to Me interprétée par Tom Jones, musique de Henry Mancini, paroles de Don Black
- Production : Blake Edwards
- Société de production : Amjo Productions et United Artists
- Société de distribution : United Artists (États-Unis)
- Pays de production :  Royaume-Uni,  États-Unis
- Langue : Anglais
- Format : Couleur - Mono - 35 mm - 2.35:1
- Genre : Comédie
- Durée : 103 min
- Budget : 6 000 000 $
- Dates de sortie : 
  - États-Unis : 17 décembre 1976 (sortie nationale)
  - Royaume-Uni : 22 décembre 1976
  - France : 23 février 1977

## Distribution
- Peter Sellers (VF : Michel Roux) : Le commissaire divisionnaire Jacques Clouseau
- Herbert Lom (VF : Pierre Garin) : L'ex-commissaire divisionnaire Charles Dreyfus
- Leonard Rossiter (VF : Jean-François Laley) : Le principal Quinlan
- Colin Blakely (VF : Edmond Bernard) : Alec Drummond
- Lesley-Anne Down (VF : Michèle Montel) : Olga Bariosova
- André Maranne (VF : Georges Aubert) : L'inspecteur François Chevalier
- Michael Robbins (en) (VF : René Bériard) : Ainsley Jarvis
- Burt Kwouk (VF : Jacques Aveline) : Kato Fong
- Dick Crockett (en) (VF : Yves Barsacq) : Le président Gerald Ford
- Richard Vernon (VF : Henri Labussière) : Le professeur Hugo Fassbender
- Dudley Sutton (en) : Hugh McClaren
- Byron Kane : Le secrétaire d'état Henry Kissinger
- Geoffrey Bayldon (VF : Georges Riquier) : Dr Duval
- Briony McRoberts : Margo Fassbender
- Robert Beatty : un amiral à la maison blanche
- Omar Sharif : L'espion égyptien (non crédité)

## Production

### Tournage
Sont recensés les lieux de tournage suivants :
- Le château d'Anet en Eure-et-Loir : l'asile de fous ;
- la Bavière en Allemagne : l'hôtel et les extérieurs du château ;
- Navan, comté de Meath en Irlande ;
- Les Studios de Shepperton, Surrey, Royaume-Uni ;
- Paris, New York.

## Distinctions

### Récompenses
- Writers Guild of America Awards 1977 : Meilleure comédie
- Evening Standard British Film Awards 1978 : Meilleure comédie

### Nominations
- Oscars 1977 : Meilleure musique originale pour Henry Mancini
- Golden Globes 1977 : Meilleure comédie et Meilleur acteur (Peter Sellers)

## Analyse